# Дол-при-Шмарєті
Дол-при-Шмарєті (словен. Dol pri Šmarjeti) — поселення в общині Шмарєшкі Топлиці, регіон Південно-Східна Словенія, Словенія.